# McLaren MP4-22
McLaren MP4-22 je McLarnov dirkalnik Formule 1, ki je bil v uporabi v sezoni 2007, ko sta z njim dirkala nova dirkača Fernando Alonso, Lewis Hamilton. Dirkalnik se je izkazal za zelo hitrega in zanesljivega, toda zaradi uporabe podatkov Ferrarijevih podatkov pri njegovem razvoju, je bilo moštvo izključeno iz konstruktorskega prvenstva. Toda to no odločilo konstruktorskega naslova prvaka, kajti McLaren bi ob koncu sezone zasedal drugo mesto v prvenstvu s točko zaostanka za Ferrarijem. Dirkaški naslov pa je bil pred zadnjo dirko povsem v rokah Alonsa in Hamiltona, ki sta bila na prvih dveh mestih v dirkaškem prvenstvu, toda na zadnji dirki sezone za Veliko nagrado Brazilije je z zmago naslov osvojil Kimi Räikkönen s točko prednosti pred obema dirkačema McLarna. Na sedemnajstih dirkah je MP4-22 dosegel osem zmag, osem najboljših štartnih položajev in pet najhitrejših krogov. 

## Popolni rezultati Formule 1
(legenda) (Odebeljene dirke pomenijo najboljši štartni položaj)
| Leto | Moštvo  | Motor            | Gume | Dirkača         | 1   | 2   | 3   | 4   | 5   | 6   | 7   | 8   | 9  | 10 | 11  | 12  | 13  | 14  | 15  | 16  | 17  | Toč | Prv |
| ---- | ------- | ---------------- | ---- | --------------- | --- | --- | --- | --- | --- | --- | --- | --- | -- | -- | --- | --- | --- | --- | --- | --- | --- | --- | --- |
| 2007 | McLaren | Mercedes-Benz V8 | B    |                 | AVS | MAL | BAH | ŠPA | MON | KAN | ZDA | FRA | VB | EU | MAD | TUR | ITA | BEL | JAP | KIT | BRA | -   | EX  |
| 2007 | McLaren | Mercedes-Benz V8 | B    | Fernando Alonso | 2   | 1   | 5   | 3   | 1   | 7   | 2   | 7   | 2  | 1  | 4   | 3   | 1   | 3   | Ret | 2   | 3   | -   | EX  |
| 2007 | McLaren | Mercedes-Benz V8 | B    | Lewis Hamilton  | 3   | 2   | 2   | 2   | 2   | 1   | 1   | 3   | 3  | 9  | 1   | 5   | 2   | 4   | 1   | Ret | 7   | -   | EX  |